# Pionniers de Touraine 2023
Questa voce raccoglie le informazioni riguardanti i Pionniers de Touraine nelle competizioni ufficiali della stagione 2023.

## Division Élite 2023

### Stagione regolare
| 4 febbraio 2023, ore 19:00 1ª giornata | Pionniers de Touraine | 28 – 24 referto | Spartiates d'Amiens | \| Arbitro: \| Gautier \| |
| Arbitro:                               | Gautier               |                 |                     |                           |

| 18 febbraio 2023, ore 19:00 2ª giornata | Black Panthers de Thonon | 49 – 7 | Pionniers de Touraine |  |

| 25 febbraio 2023, ore 19:00 3ª giornata | Pionniers de Touraine | 27 – 13 referto | Cougars de Saint-Ouen-l'Aumône | \| Arbitro: \| Gautier \| |
| Arbitro:                                | Gautier               |                 |                                |                           |

| 11 marzo 2023, ore 19:00 4ª giornata | Pionniers de Touraine | 28 – 34 | Flash de La Courneuve |  |

| 18 marzo 2023, ore 20:00 5ª giornata | Molosses d'Asnières | 10 – 7 referto | Pionniers de Touraine | \| Arbitro: \| Lejeune \| |
| Arbitro:                             | Lejeune             |                |                       |                           |

| 1º aprile 2023, ore 19:00 6ª giornata | Spartiates d'Amiens | 12 – 22 referto | Pionniers de Touraine | \| Arbitro: \| Robillard \| |
| Arbitro:                              | Robillard           |                 |                       |                             |

| 8 aprile 2023, ore 19:00 7ª giornata | Pionniers de Touraine | 14 – 38 | Black Panthers de Thonon |  |

| 23 aprile 2023, ore 14:00 8ª giornata | Cougars de Saint-Ouen-l'Aumône | 6 – 7 referto | Pionniers de Touraine | \| Arbitro: \| Perez-Canto \| |
| Arbitro:                              | Perez-Canto                    |               |                       |                               |

| 6 maggio 2023, ore 20:00 9ª giornata | Flash de La Courneuve | 18 – 0 referto | Pionniers de Touraine | \| Arbitro: \| Perez-Canto \| |
| Arbitro:                             | Perez-Canto           |                |                       |                               |

| 20 maggio 2023, ore 19:00 10ª giornata | Pionniers de Touraine | 34 – 24 referto | Molosses d'Asnières | \| Arbitro: \| Gautier \| |
| Arbitro:                               | Gautier               |                 |                     |                           |

### Playoff
| 3 giugno 2023, ore 19:00 Wild Card | Ours de Toulouse | 26 – 35 referto | Pionniers de Touraine | \| Arbitro: \| Vigne \| |
| Arbitro:                           | Vigne            |                 |                       |                         |

| 17 giugno 2023, ore 18:00 Semifinale | Black Panthers de Thonon | 21 – 14 referto | Pionniers de Touraine | \| Arbitro: \| Frossard \| |
| Arbitro:                             | Frossard                 |                 |                       |                            |

## Statistiche di squadra
| Competizione      | %Vittorie | In casa | In casa | In casa | In casa | In casa | In casa | In trasferta | In trasferta | In trasferta | In trasferta | In trasferta | In trasferta | Totale | Totale | Totale | Totale | Totale | Totale |
| Competizione      | %Vittorie | G       | V       | N       | P       | Pf      | Ps      | G            | V            | N            | P            | Pf           | Ps           | G      | V      | N      | P      | Pf     | Ps     |
| ----------------- | --------- | ------- | ------- | ------- | ------- | ------- | ------- | ------------ | ------------ | ------------ | ------------ | ------------ | ------------ | ------ | ------ | ------ | ------ | ------ | ------ |
| Stagione regolare | .500      | 5       | 3       | 0       | 2       | 131     | 133     | 5            | 2            | 0            | 3            | 43           | 95           | 10     | 5      | 0      | 5      | 174    | 228    |
| Playoff           | .500      | 0       | 0       | 0       | 0       | 0       | 0       | 2            | 1            | 0            | 1            | 49           | 47           | 2      | 1      | 0      | 1      | 49     | 47     |
| Totale            | .500      | 5       | 3       | 0       | 2       | 131     | 133     | 7            | 3            | 0            | 4            | 92           | 142          | 12     | 6      | 0      | 6      | 223    | 275    |